# 1623 en philosophie
Chronologie de la philosophie
- 1619
- 1620
- 1621
- 1622
- 1623
- 1624
- 1625
- 1626
- 1627

L’année 1623 a été marquée, en philosophie, par les événements suivants :

## Publications
- Eustache Asseline : Exercices spirituels, contenant plusieurs méditations très efficaces pour retirer les âmes du péché et les avancer aux vertus chrétiennes et religieuses, et à la parfaite union d'amour avec Dieu, Paris, 1623 ; édition augmentée de six méditations par l'auteur, Paris, 1640.

- Francis Bacon  : De dignitate et augmentis scientiarum The Advancement of Learning (Du progrès et de la promotion des savoirs, Gallimard, 1991,  (ISBN 2-07-072141-8)). Paru d'abord en anglais en 1605, puis en latin en 1623.

- Jakob Böhme : 
  - De l'élection de la grâce (De electione gratiae, oder Von der Gnadeen-Wahl, 1623) ;
  - Le Grand Mystère (Mysterium Magnum, équivalent de Les Arcanes Majeures, 1623). Il s'agit d'un commentaire de la Genèse précédé de l'exposition du mythe qui a conduit à la création du monde; 
  - De la contemplation divine (1623).

- Tommaso Campanella : 
  - Philosophia realis, Francfort, 1re éd. 1623. Rédigé en 1614. Comprend la physique, la morale, l'économie et la politique.
  - Civitas solis, Francfort, 1re éd. 1623 (appendice à la Philosophia realis). Éd. récente : Thomas Campanella (trad. Jules Rosset), La Cité du Soleil, Villers-Cotterêts, Ressouvenances, 1998, 342 p. (ISBN 2904429921). Texte italien primitif édité en 1904.

- Comenius : Labyrint světa a ráj srdce (Le labyrinthe du monde et le paradis du cœur), 1623-1631.

- Uriel da Costa : Examen des traditions pharisiennes (portugais : Exame das tradições farisaicas), 1623.

- Marin Mersenne : 
  - Quaestiones celeberrimae in Genesim - Questions sur la Genèse. Cet ouvrage fut écrit comme un commentaire sur le livre de la Genèse et comprend des sections inégales introduites par des versets des trois premiers chapitres de ce livre. À première vue, le livre peut apparaître comme un ensemble de traités sur différents thèmes. Cependant, Robert Lenoble a montré que le principe d'unité dans l'œuvre est une diatribe contre les arts magiques et divinatoires, la Kabbale, les philosophies animistes et panthéistes. Il mentionne les études de Martin Del Rio dans la magie et critique Marsile Ficin pour avoir cherché le pouvoir dans les images et les caractères. Il condamne la magie astrale et l'astrologie et les anima mundi, concept populaire parmi les néoplatoniciens de la Renaissance. Alors qu'il autorisait une interprétation mystique de la Kabbale, il condamna violemment son application - particulièrement à l'étude des anges. Il critiqua aussi Pic de la Mirandole, Cornelius Agrippa et Francescus Giorgi prenant Robert Fludd comme cible principale. Fludd répondit avec Sophia cum moria certamen (1626). Le  Summum bonum (1629) anonyme, une autre critique de Mersenne, est un texte ouvertement rosicrucien. Le kabbaliste Jacques Gaffarel se joignit au parti de Fludd, alors que Pierre Gassendi défendit Mersenne.
  - Observationes et emendationes ad Francisci Georgii Veneti Problemata: in hoc opere cabala evertitur, editio vulgata… ou Observations à Francisco Zorzi ; publiées chez Sebastien Cramoisy. Disponible sur Gallica.
  - L'usage de la raison, éd. Claudio Buccolini, Paris, Fayard, Corpus des œuvres de philosophie en langue française, 2002, 122 p. Compte rendu rédigé par Jean-Pierre Cavaillé, paru dans la Revue Philosophique 127 (2002/4), p. 457-459.

## Naissances
- 19 juin Clairmont (aujourd'hui Clermont-Ferrand), en Auvergne : Blaise Pascal, mort le 19 août 1662 à Paris, est un mathématicien, physicien, inventeur, philosophe, moraliste et théologien français[1].